# 180e méridien

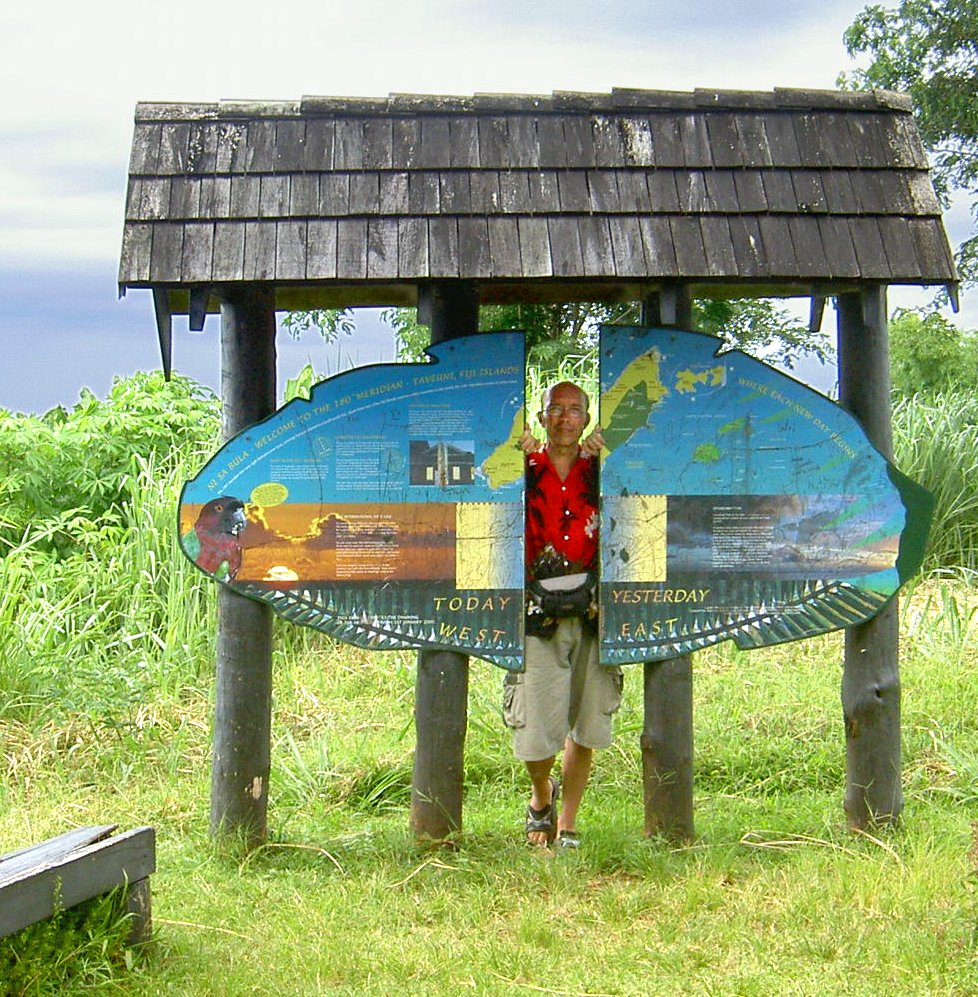
Panneau marquant la limite du 180e méridien entre "aujourd'hui" et "hier" à Taveuni, Fiji.

Le 180e méridien ou antiméridien est le méridien directement opposé au méridien de Greenwich. 
Il est distant du méridien de Greenwich de 20 037,5 km,
Il est commun à la fois aux longitudes est et ouest. Il devrait correspondre à la ligne de changement de date, mais la plupart des États que le 180° méridien traverse ont déplacé la ligne de changement de date vers l'ouest ou vers l'est afin d'éviter que leur territoire se trouve partagé entre deux dates.

## Régions traversées
En commençant par le pôle Nord et descendant vers le sud au pôle Sud, Le 180e méridien passe par:
| Coordonnées           | Pays, territoire ou mer | Notes |
| --------------------- | ----------------------- | --- |
| 90° 00′ N, 180° 00′ E | Océan Arctique          | |
| 71° 32′ N, 180° 00′ E | Russie                  | Tchoukotka — Île Wrangel |
| 70° 58′ N, 180° 00′ E | Mer des Tchouktches     | |
| 68° 59′ N, 180° 00′ E | Russie                  | Tchoukotka |
| 65° 02′ N, 180° 00′ E | Mer de Bering           | |
| 52° 00′ N, 180° 00′ E | Détroit d'Amchitka      | Passe juste à l'est de l'île Semisopochnoi, Alaska, États-Unis (à 51° 57′ N, 179° 47′ E) |
| 51° 00′ N, 180° 00′ E | Océan Pacifique         | Passe juste à l'est de l'atoll Nukulaelae, Tuvalu (à 9° 25′ S, 179° 52′ E) Passe juste à l'ouest de l'île de Cikobia, Fidji (à 15° 43′ S, 179° 59′ O)                                                                    |
| 16° 09′ S, 180° 00′ E | Fidji                   | Île de Vanua Levu, de Rabi, et de Taveuni |
| 16° 59′ S, 180° 00′ E | Océan Pacifique         | Passe juste à l'est de l'île de Moala, Fidji (à 18° 33′ S, 179° 57′ E) Passe juste à l'ouest de l'île de Totoya, Fidji (à 19° 00′ S, 179° 52′ O) Passe juste à l'est de l'île de Matuku, Fidji (à 19° 10′ S, 179° 47′ E) |
| 60° 00′ S, 180° 00′ E | Océan Austral           | |
| 78° 13′ S, 180° 00′ E | Antarctique             | Dépendance de Ross, Liste des territoires revendiqués par la Nouvelle-Zélande |